# Batalla de Dublín
La batalla de Dublín, que se libró del 28 de junio al 5 de julio de 1922, marcó el inicio de la guerra civil irlandesa (1922-1923). La batalla comenzó con el ataque del gobierno provisional del Estado Libre de Irlanda al edificio de Four Courts, donde se habían hecho fuertes los miembros del IRA contrarios al Tratado Anglo-Irlandés y partidarios de oponerse de una manera más contundente. Después de una semana de lucha por las calles de Dublín, los republicanos fueron derrotados y el gobierno provisional consiguió pacificar la capital irlandesa.

## El asalto a Four Courts
El 14 de abril del 1922, unos doscientos militantes del IRA contrarios al Tratado Anglo-Irlandés, liderados por Rory O'Connor, ocuparon el edificio de Four Courts en Dublín con la intención de provocar una nueva confrontación con el Reino Unido y lograr la anulación del Tratado; esperaban que este nuevo conflicto uniría las dos facciones del IRA contra su enemigo común y en torno al objetivo compartido de la República Irlandesa. Para los partidarios del Estado Libre, sin embargo, este ataque fue un acto de rebelión que tenía que ser sofocado por ellos mismos, y no por los británicos. Después de unos días de calma tensa, y a raíz del asesinato de Sir Henry Wilson en Londres, el 22 de junio del 1922, el gobierno provisional irlandés recibió presiones del Reino Unido para que actuara contra las tropas de Four Courts, y cuando J. J. O'Connell, general del ejército del Estado Libre, fue detenido por los militantes del IRA atrincherados en el edificio de los juzgados el gobierno provisional decidió actuar.
Winston Churchill ofreció ayuda militar al ejército irlandés en forma de piezas de artillería y doscientos obuses, y Michael Collins aceptó. El ejército irlandés instaló dos cañones de campaña 18 Pounder en la confluencia de Parliament Street y Winetavern Street, en el otro lado del río Liffey y justo delante de Four Courts, y después de un último ultimátum el 28 de junio empezaron el bombardeo.

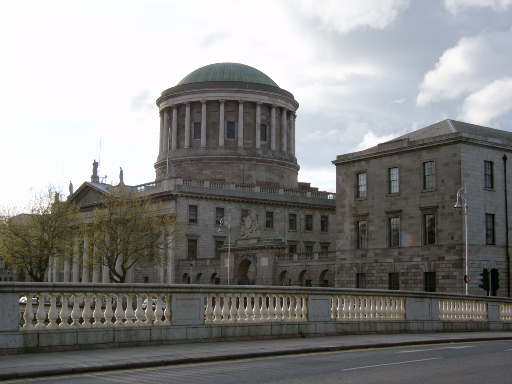
Vista del ala este de Four Courts.

Dentro del edificio había doce miembros de la ejecutiva de la IRA, incluido el jefe del estado mayor Joe McKelvey; el director de ingenieros, Rory O'Connor, y el general de división Liam Mellows. La guarnición estaba formada por unos ciento ochenta hombres del primero y el segundo batallones de la Primera Brigada de Dublín del IRA; la dirigía el comandante Paddy O'Brien, e iba equipada principalmente con armas cortas y armas ligeras (rifles, cinco subfusiles Thompson y dos ametralladoras ligeras Lewis), además de un coche blindado que pudieron capturar, y que bautizaron con el nombre de El Amotinado. Los miembros de la ejecutiva del IRA eran los líderes políticos de la guarnición, pero aun así servían como soldados rasos a las órdenes de Ernie O'Malley, comandante de la Segunda División del Sur del Ejército Republicano Irlandés. Los sublevados se fortificaron en el edificio de los juzgados, plantando minas en torno a Four Courts y montando barricadas en las puertas y ventanas, pero tenían órdenes de no disparar primero para conseguir cuando menos una victoria moral, de manera que las tropas del Estado Libre los pudieron rodear completamente.
Los bombardeos del primer día fueron completamente infructuosos. Los británicos dieron dos 18 Pounder más a las tropas del Estado Libre, les ofrecieron sesenta obuses e incluso la posibilidad de bombardear Four Courts desde el aire. Collins rehusó las dos últimas ofertas, porque comportaban el riesgo de provocar importantes bajas civiles. El 29 de junio las tropas del Estado Libre asaltaron el ala este de Four Wings, en una acción que les hizo perder a tres hombres y dejó dieciocho heridos, pero que les permitió hacer treinta y tres prisioneros. Al día siguiente, a primera hora, Paddy O'Brien cayó herido por un trozo de metralla y Ernie O'Malley tomó el relevo como líder militar de los sublevados. El bombardeo había conseguido crear un incendio en Four Courts y Oscar Trainor, líder dublinés de la sección de IRA que se oponía al tratado, hizo llegar a sus hombres la orden de rendirse, ya que no podía acercarse a su posición para ayudarlos. O'Malley obedeció y entregó Four Courts a Paddy Daly, de la Guardia de Dublín del Estado Libre.

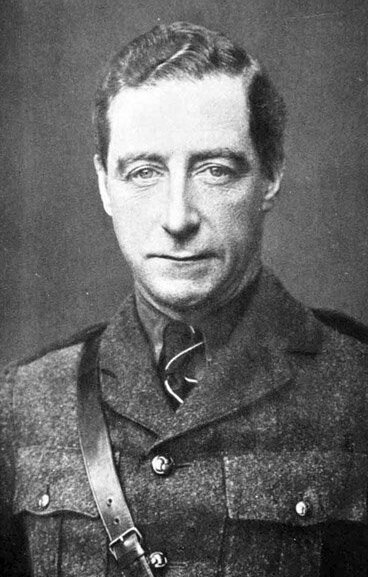
Cathal Brugha, líder del IRA contrario al tratado, muerto durante los enfrentamientos en O'Connell Street.

## La explosión en Four Courts
La Oficina Pública de Registros de Irlanda, situada en el edificio oeste de Four Courts, utilizado como almacén de munición por los militantes del IRA, fue el centro de una gran explosión que destruyó mil años de archivos religiosos y estatales de Irlanda. Hay quien dice que los militantes del IRA que ocuparon los juzgados propusieron la explosión expresamente para parar el avance de las fuerzas del Estado Libre, aunque ellos lo han negado siempre.
Según Timothy Michael Healy, político cercano al gobierno del Estado Libre, la explosión se produjo horas después de la rendición del IRA:
«9 am, 28 de junio de 1922. Esta mañana a las 3.40 hemos recibido una nota firmada por Tom Ennis pidiéndonos que nos rindiéramos en nombre del "gobierno"; teníamos tiempo hasta las cuatro de la tarde, momento en que atacarían. Han abierto fuego a las 16.07 en nombre de su gobierno, con rifles, ametralladoras y piezas de artillería. Los nuestros han combatido con coraje, y lucharán por la República hasta el final. ¿Durante cuánto de tiempo nuestros antiguos camaradas se dejarán engañar y atacarán a los compañeros que defienden una Irlanda que camine sola? Hasta ahora tres bajas, todas por heridas leves. El padre Albert y el padre Dominic están aquí con nosotros. Nuestro afecto para todos los camaradas y los valientes de aquí fuera, especialmente los de la Brigada de Dublín. Firmado: Rory O'Connor, general de división, IRA, Four Courts».
Y Timothy Michael Healy, político próximo al gobierno del Estado Libre, daba esta versión, según la cual la explosión se produjo horas después de la rendición de las tropas de la IRA:
«Fue la apertura de una sinfonía poco gloriosa. Después de una débil resistencia, Rory izó la bandera blanca; todavía no había perdido a ningún hombre. Antes de rendirse prepararon un grupo de minas llenas de explosivos para que estallaran al cabo de dos horas. Antes de aquel momento Four Courts había recibido pequeños daños, y la oficina de los archivos, con sus preciosas colecciones históricas, estaba intacta. Las minas estallaron cuando él y sus valientes ya estaban seguros en la prisión. Destrozaron la estructura del edificio y destruyeron la oficina de los archivos. Veinte soldados del Estado Libre quedaron mutilados, muchos de por vida, y de momento esta traidora violación de las reglas de la guerra ha quedado impune».
»El 4 de julio de 1922, la cúpula del ejército nacional deploró esta conducta tan impropia de soldados: "Había otras trampas con la intención de hacer una masacre entre nuestras tropas después de la ocupación del edificio, pero ésta fue la única que funcionó. Una de estas trampas era una mina escondida dentro de la funda de una máquina de escribir".
»En una carta fechada el 30 de junio, dirigida a "o/C 5", Oscar Traynor, líder de las tropas irregulares, escribía: "Felicidades por la bomba. Si tenéis más como ésta, hacédmelo saber"».
Calton Younger (1968) escuchó tres explosiones: «Dos bajo la oficina de los archivos a las 14:15 y una en la parte de detrás del edificio cerca de las cinco de la tarde». Antes de la tercera explosión, a las 15:30 ya se había izado la bandera blanca. Ernie O'Malley, oficial del IRA contrario al tratado y que fue encarcelado brevemente después de los hechos, lamentó que la trampa hubiera provocado tan pocas bajas.
En este momento inicial de la guerra las tropas de los dos bandos sentían una cierta simpatía por los soldados adversarios, ya que todos habían luchado en las filas del Ejército Republicano Irlandés durante la Guerra Anglo-irlandesa. Recurriendo a la amistad que tenían con los soldados del Estado Libre, muchos líderes de las tropas que habían ocupado Four Courts, y de una manera especialmente destacada Seán Lemass, pudieron escapar para continuar luchando en otros frentes.

## La lucha en O'Connell Street
Aunque las fuerzas del Estado Libre consiguieron desalojar Four Courts, los enfrentamientos por las calles de Dublín continuaron hasta el 5 de julio. El 29 de junio, diversas unidades de la Brigada de Dublín del IRA contrarias al tratado, dirigidas por Oscar Traynor, ocuparon O'Connell Street, la principal calle de Dublín, para tratar de distraer la atención del Estado Libre sobre el ataque de Four Courts. Pero no todas las unidades del IRA de la capital estaban preparadas para luchar contra el nuevo gobierno irlandés, y sólo disponían de unos quinientos hombres en toda la ciudad. Los republicanos se hicieron fuertes en un grupo de edificios del extremo nordeste de O'Connell Street; la única posición que tenían en el lado oeste de la calle, en la sede de la asociación cristiana juvenil YMCA, cayó cuando las tropas del Estado Libre excavaron un túnel que pasaba por debajo del edificio e hicieron estallar una bomba. Los hombres de Traynor, por su parte, aguantaron hasta que la artillería, protegida por coches blindados, pudo avanzar y disparar prácticamente a bocajarro. Oscar Traynor y la mayoría de sus hombres se pudieron escapar cuando a los edificios que ocupaban se incendiaron. Entre las bajas que dejaron atrás había la del líder republicano Cathal Brugha, que mantuvo su posición en el hotel Hamman después de que Traynor y la mayoría de los hombres del IRA huyeran. Brugha recibió un tiro en la cadera cuando salía del edificio en llamas para plantar cara a solas a las tropas del Estado Libre y murió desangrado al poco tiempo. 
Aparte de los enfrentamientos en O'Connell Street, hubo otras escaramuzas esporádicas entre tropas del Estado Libre y pequeños grupos del IRA.
Cathal Brugha fue la última baja de la batalla de Dublín, que tuvo un coste de sesenta y cinco muertos de los dos bandos y de unos doscientos ochenta heridos; además, las tropas del Estado Libre hicieron unos cuatrocientos prisioneros. Las bajas civiles fueron cerca de doscientos cincuenta, un número muy elevado, resultado sin duda de la utilización de armas pesadas, especialmente artillería, en un área urbana densamente poblada.

## Después de la batalla
Después de los enfrentamientos, la capital irlandesa quedó bajo el control incuestionable del gobierno del Estado Libre y las fuerzas contrarias al tratado se dispersaron por los alrededores. Diversas batidas en las semanas siguientes a la batalla permitieron capturar a más combatientes republicanos; en una de estas batidas cayó Harry Boland, activista del IRA contrario al tratado que murió el 31 de julio en un enfrentamiento en Skerries, una pequeña ciudad en el norte de Dublín. 
Oscar Traynor, Ernie O'Malley y el resto de líderes del IRA que se escaparon de los enfrentamientos de Dublín se reagruparon en Blessington, a unos treinta kilómetros al suroeste de la ciudad. Allí había militantes del IRA del condado de Tipperary que habían llegado demasiado tarde para participar en la batalla de Dublín. En lugar de dirigirse a Dublín, pues, fueron hacia el sur y ocuparon unas cuantas ciudades, entre ellas Enniscorthy y Carlow, pero las tuvieron que abandonar enseguida al tener que enfrentarse a tropas del Estado Libre muy superiores. La mayoría de republicanos se retiraron más al sur, a la autoproclamada República de Munster, que incluía todo el territorio al suroeste de una línea que unía Limerick y Waterford. La República de Munster se cayó en una ofensiva del Estado Libre durante los meses de julio y agosto de 1922.
Cuatro de los líderes republicanos capturados en Four Courts (Rory O'Connor, Liam Mellows, Joe McKelvey y Richard Barrett) fueron ejecutados como represalia por el asesinato del miembro del Parlamento Sean Hales. Posteriormente, la calle donde murió Cathal Brugha recibió su nombre en recuerdo de su figura.